# Denkmal der lettischen Schützen

Denkmal der lettischen Schützen

Briefmarke der sowjetischen Post aus dem Jahr 1980

Das Denkmal der lettischen Schützen (lettisch Piemineklis Latviešu strēlniekiem) ist ein Denkmal für die Lettischen Schützen in der lettischen Hauptstadt Riga.

## Lage
Das Denkmal steht vor dem Lettischen Okkupationsmuseum südwestlich des Rathausplatz (Rāts laukums) an der Kalkstraße (Kaļķu iela) in der Rigaer Altstadt unweit des Ufers der Düna.

## Gestaltung und Geschichte
Das 13 Meter hohe Denkmal wurde 1971 vom Bildhauer Valdis Albergs geschaffen. Als Architekt war Dzintars Driba beteiligt. Es entstand eine auf einem hohen Sockel stehende Gruppe dreier überlebensgroßer, monumental wirkender Figuren, die jeweils Rücken an Rücken stehen.
Auf einer sowjetischen Briefmarke aus dem Jahr 1980 mit Ansichten Rigas ist das Denkmal abgebildet.
Das Denkmal entstand in der Zeit der sowjetischen Besetzung Lettlands und ehrte die sogenannten Roten Lettischen Schützen, die ab 1917 aus den Lettischen Schützen hervorgegangen waren und auf der Seite der sowjetischen Bolschewiki kämpften und für eine Lettische Sozialistische Sowjetrepublik eintraten. Während des Lettischen Unabhängigkeitskriegs von 1918 bis 1920 standen die Roten Lettischen Schützen daher gegen die nach Unabhängigkeit von Russland bzw. der Sowjetunion strebenden bürgerlichen Kräfte Lettlands. Nach der Wiedererlangung der Unabhängigkeit Lettlands im Jahr 1991 stand die bisherige im Sinne der Sowjetunion staatstragende Aussage des Denkmals in Frage, da sie nun gegen die Staatsdoktrin des unabhängigen lettischen Staates gerichtet war.
Auf Initiative lettischer Historiker und des Architekten Gunārs Lūsis–Grīnbergs wurde im Jahr 2000 die im Sockel befindliche Inschrift geändert. Das lettische Wort für Rote sowie ein Sowjetstern wurden entfernt, so dass das Denkmal nun allgemein der Lettischen Schützen in der Zeit von 1915 bis 1920 gedenkt.
Im Jahr 2006 erfolgte eine Restaurierung.
Auf der einen Seite des Sockels ist heute auf Lettisch vermerkt:
LATVIESU

STRELNIEKI

1915–1920

(deutsch: Lettische / Schützen / 1915–1920)